# 24-Stunden-Rennen von Spa-Francorchamps 1979

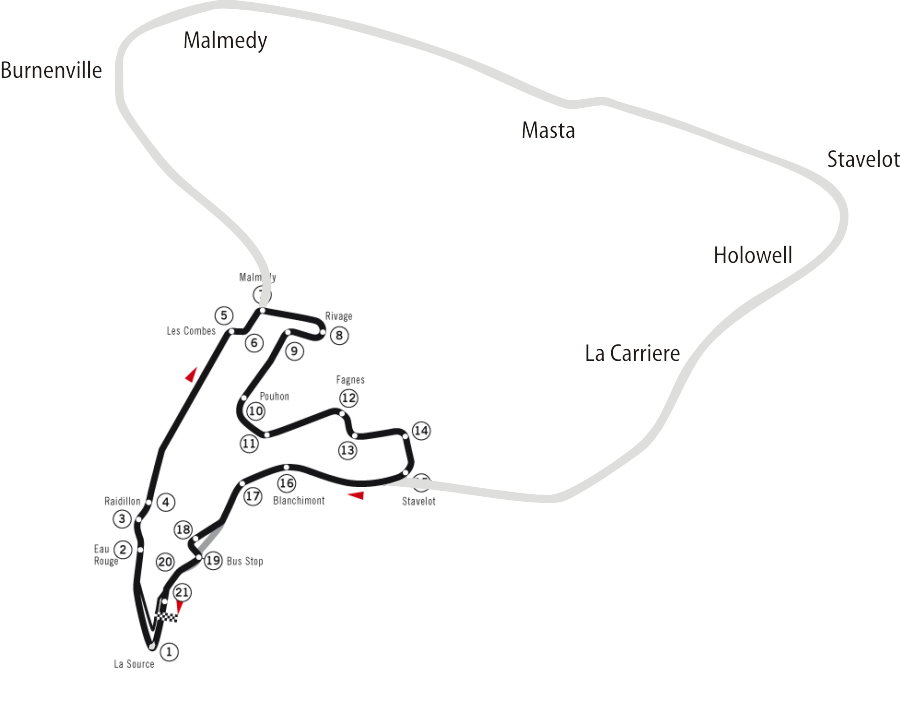
Altes und neues Streckenlayout

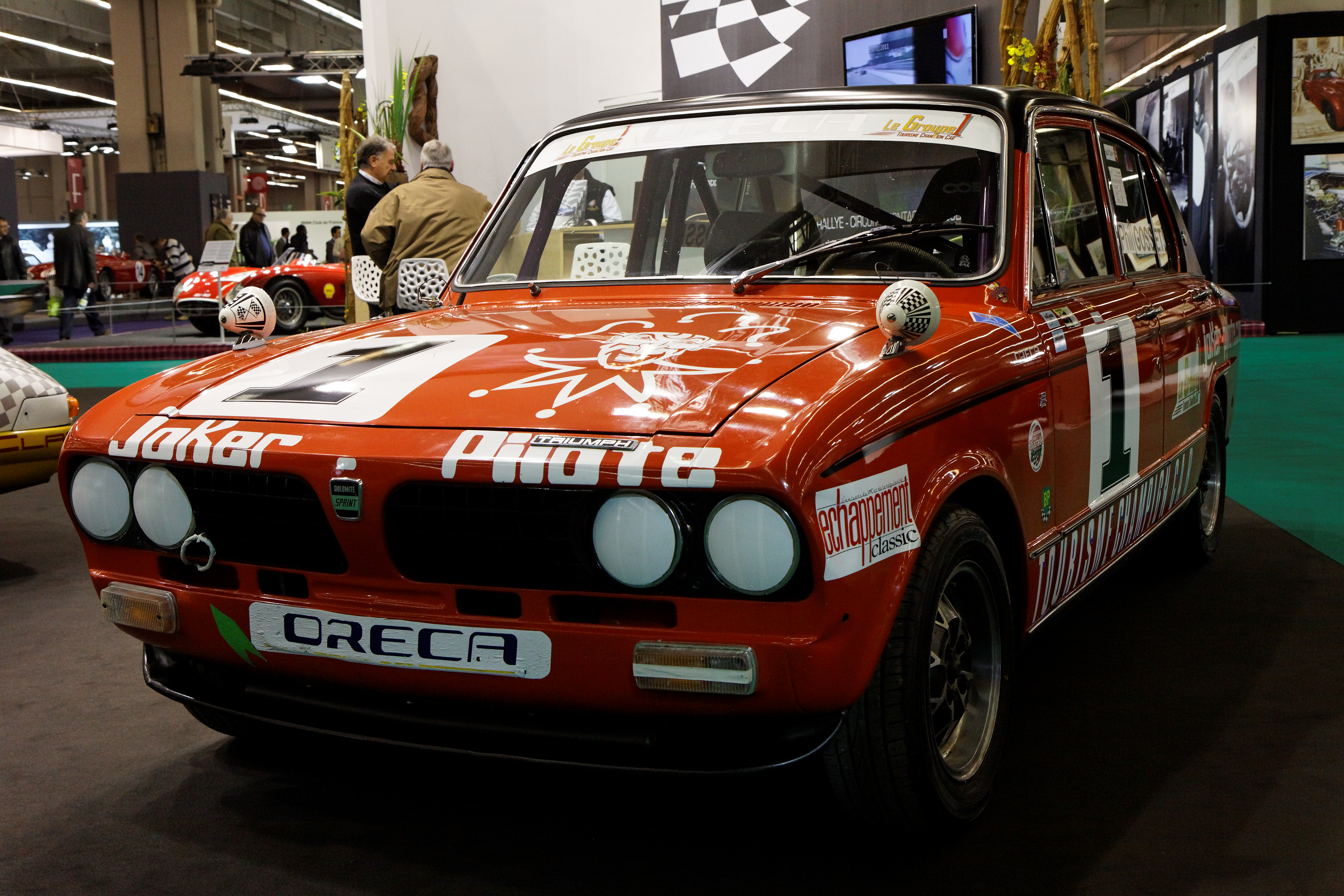
Rennversion des Triumph Dolomite

Das 31. 24-Stunden-Rennen von Spa-Francorchamps, auch 24 Heures de Francorchamps, fand vom 21. bis 22. Juli 1979 auf dem Circuit de Spa-Francorchamps statt und war der 13. Wertungslauf der Sportwagen-Weltmeisterschaft dieses Jahres.

## Das Rennen
In den 1970er-Jahren nahmen die internationalen Rennveranstaltungen auf der Rennbahn von Spa kontinuierlich ab, da der Mangel an Sicherheit für Fahrer und Zuschauer immer heftiger kritisiert wurde. Nach dem Großen Preis von Belgien 1970 hatte sich die Formel 1 zurückgezogen. Geblieben waren die Rennen der Sportwagen-Weltmeister- und der Tourenwagen-Europameisterschaft. Nachdem auch die Kritik innerhalb dieser Rennserien immer größer geworden war, entschloss sich der Veranstalter im Herbst 1978 zu einem ersten Streckenumbau. Die Strecke wurde auf etwa die Hälfte verkürzt. Der neue Streckenteil zweigte nach der Kemmel-Geraden ab, führte bergab und mündete in der Stavelot-Kurve in die bestehende Straße. Dieser Umbau erhöhte die Sicherheit und bewahrte dennoch teilweise den ursprünglichen Charakter des Straßenkurses. Die Streckenlänge betrug nach dem Umbau 6,947 Kilometer.
Am Rennwochenende gab es schlechtes Wetter. Zu den immer wieder kommenden Regenschauern, kam in der Nacht Nebel hinzu. Die Folge war eine Massenkollision, die eine 90-minütige Safety-Car-Phase zur Folge hatte. Ein Triumph Dolomite kollidierte mit einem Ford Capri. In der Folge verunfallten weitere Fahrzeuge, die den Wracks nicht ausweichen konnten. Der in Führung fahrende ehemalige Formel-1-Pilot Jean-Pierre Beltoise verunfallte in seinem BMW 530i am spektakulärsten. Der BMW kam nach einem Überschlag auf dem Dach eines anderen Fahrzeugs zu liegen. Kurz nachdem sich Beltoise aus dem kaputten Wagen befreien konnte, ging dieser in Flammen auf. Beltoise blieb genauso unverletzt, wie die anderen beteiligten Fahrer.
Lange führten dann zwei BMW 530i, ehe erst der Wagen von Jean-Claude Andruet/Eddy Joosen und danach der 530i von Bruno Giacomelli/Umberto Grano/Dirk Vermeersch zu längeren Reparaturen an die Boxen mussten. Dadurch gewannen Jean-Michel Martin/Philippe Martin in einem von Gordon Spice gemeldeten Ford Capri III 3.0 S.

## Ergebnisse

### Schlussklassement
| 1                  | T + 2.5 | 2  | Gordon Spice Racing               | Jean-Michel Martin Philippe Martin                            | Ford Capri III 3.0S     | 444 |
| 2                  | T + 2.5 | 33 | Juma                              | Jean-Claude Andruet Eddy Joosen                               | BMW 530i                | 442 |
| 3                  | T + 2.5 | 23 | Abex Pagid Caramba Racing         | Dietmar Hackner Johann Weisheidinger Axel Sonntag             | Opel Monza 3.0E         | 435 |
| 4                  | T + 2.5 | 3  | Gordon Spice Racing               | Chris Craft Jeff Allam                                        | Ford Capri III 3.0S     | 432 |
| 5                  | T + 2.5 | 1  | Gordon Spice Racing               | Gordon Spice Alain Semoulin                                   | Ford Capri III 3.0S     | 431 |
| 6                  | T 1.6   | 76 | Abex Pagid Racing                 | Peter Seikel Hans-Joachim Nowak Willi Bergmeister             | Audi 80 GTE             | 424 |
| 7                  | T 2.5   | 52 | Berkenkamp Ford                   | Dieter Selzer Alain Beauchef Karl Mauer                       | Ford Escort II RS 2000  | 424 |
| 8                  | T 2.5   | 51 | P. Dunkel                         | Aloyse Kridel Nico Demuth Daniël Rombaut                      | Ford Escort II RS 2000  | 414 |
| 9                  | T + 2.5 | 8  | Serge Power Racing                | Albert Vanierschot Guy Pirenne Dany Swyssen                   | Ford Capri III 3.0S     | 413 |
| 10                 | T + 2.5 | 37 | Écurie Bernoise Suisse            | Hans-Jürg Dürig Peter Ulmann Louis Bärtsch                    | BMW 530i                | 411 |
| 11                 | T + 2.5 | 34 | Joosen Racing Juma                | Bruno Giacomelli Umberto Grano Dirk Vermeersch                | BMW 530i                | 411 |
| 12                 | T 1.6   | 75 | Abex Pagid Caramba                | Jean-Claude Boucher Lucien Guitteny                           | Audi 80 GTE             | 407 |
| 13                 | T + 2.5 | 36 | Classics Automobile Francorchamps | Spartaco Dini André Gavage Georges Cremer                     | BMW 530i                | 407 |
| 14                 | T 2.5   | 59 | Morges Race Fans                  | Jean-Marie Guignard Mario Luini Sandro Plastina               | Opel Kadett GT/E        | 403 |
| 15                 | T 2.5   | 54 | Ford Motor Cy                     | Remy Marquet Carlo Keller Maurice Gaspard                     | Ford Escort II RS 2000  | 381 |
| 16                 | T 1.6   | 72 | Belgian VW Club                   | Bernard Carlier Philippe Ménage Jean Degey                    | VW Scirocco GTI         | 380 |
| 17                 | T + 2.5 | 17 | Jacques Cleutjens                 | Jacques Cleutjens Frans Lubin Man Bergsteijn                  | Ford Capri III 3.0S     | 376 |
| 18                 | T + 2.5 | 20 | ADP Computer Service              | Loek Vermeulen Henny Hemmes                                   | Chevrolet Camaro Z28    | 375 |
| 19                 | T 1.6   | 73 | Team Dubois                       | Franz Dubois Jean-Francois Vaney                              | Audi 80 GTE             | 366 |
| 20                 | T 1.6   | 81 | Sigma Racing Team                 | Charles van Stalle Eric Mandron Henri Sonveau                 | VW Golf GTI             | 365 |
| Nicht klassiert    |         |    |                                   |                                                               |                         |     |
| 21                 | T + 2.5 | 22 | ADP Computer Service              | Jean-Paul Libert Christine Beckers Pascal Witmeur             | Chevrolet Camaro Z28    |     |
| 22                 | T + 2.5 | 29 | Team Willeme                      | Claude Bourgoignie Reine Wisell                               | BMW 3.0 CSi             |     |
| 23                 | T 1.6   | 80 | Duindistel                        | Claude Holvoet Philippe De Leener Jean Wansart                | Toyota Trueno           |     |
| Ausgefallen        |         |    |                                   |                                                               |                         |     |
| 24                 | T + 2.5 | 4  | Gordon Spice Racing               | Dany Baele Marc Duez Daniël Herregods                         | Ford Capri III 3.0S     |     |
| 25                 | T + 2.5 | 5  | Equipe Esso                       | Vince Woodman Jonathan Buncombe Win Percy                     | Ford Capri III 3.0S     |     |
| 26                 | T + 2.5 | 6  | Mann’s Garage                     | Holman Blackburn Jean-Jacques Feider Hermès Delbar            | Ford Capri III 3.0S     |     |
| 27                 | T + 2.5 | 7  | Serge Power Racing                | Romain Feitler Romain Wolff Francis Polak                     | Ford Capri III 3.0S     |     |
| 28                 | T + 2.5 | 9  | Serge Power Racing                | Edward Schinkel Claude de Wael Quirin Bovy                    | Ford Capri III 3.0S     |     |
| 29                 | T + 2.5 | 11 | Belgian BP Racing                 | Xavier Lapeyre Alain Cudini                                   | Ford Capri III 3.0S     |     |
| 30                 | T + 2.5 | 14 | Valvoline Racing                  | Alain Corbisier Michel De Deyne Marc Piessens                 | Ford Capri III 3.0S     |     |
| 31                 | T + 2.5 | 15 | Valvoline Racing                  | Tom Walkinshaw Jacques Goujon                                 | Ford Capri III 3.0S     |     |
| 32                 | T + 2.5 | 16 | Valvoline Racing                  | Claude Lamine René Tricot Thierry Carpentier                  | Ford Capri III 3.0S     |     |
| 33                 | T + 2.5 | 21 | ADP Computer Service              | Huub Vermeulen Fred Frankenhout                               | Chevrolet Camaro Z28    |     |
| 34                 | T + 2.5 | 24 | Luigi Racing                      | Teddy Pilette Carlo Facetti                                   | Chevrolet Camaro Z28    |     |
| 35                 | T + 2.5 | 25 | Kinley Graham Gitanes             | Stuart Graham Brian Muir Jacques Laffite                      | Ford Capri III 3.0S     |     |
| 36                 | T + 2.5 | 26 | Kinley Graham Gitanes             | Hervé Regout André Lierneux Jacques Laffite                   | Ford Capri III 3.0S     |     |
| 37                 | T + 2.5 | 27 | Kinley Luigi Gitanes              | Jean Xhenceval Alain Peltier Raymond van Hove                 | BMW 530i                |     |
| 38                 | T + 2.5 | 28 | Kinley Luigi Gitanes              | Patrick Nève Hans-Joachim Stuck Didier Theys                  | BMW 530i                |     |
| 39                 | T + 2.5 | 30 | Team Willeme                      | Pierre Dieudonné Thierry Boutsen                              | BMW 530i                |     |
| 40                 | T + 2.5 | 35 | Classics Automobile Francorchamps | Michel Paulus Jo de Gheldere Pierre de Thoisy                 | BMW 3.0 CSi             |     |
| 41                 | T + 2.5 | 38 | Jean-Marc Smadja Racing           | Claude Ballot-Léna Gérard Bleynie Jean-Louis Schlesser        | BMW 530i                |     |
| 42                 | T + 2.5 | 39 | Team Benoit                       | Jean-Pierre Beltoise Philippe Gurdjian Jean-Pierre Gabreau    | BMW 530i                |     |
| 43                 | T + 2.5 | 41 | Hans Maasland                     | Rob Slotemaker Hans Maasland                                  | BMW 530i                |     |
| 44                 | T 2.5   | 50 | BP Racing                         | Anne-Charlotte Verney Jean-Pierre Delaunay Cyril Grandet      | Ford Escort II RS 2000  |     |
| 45                 | T 2.5   | 53 | Ford Motor Cy                     | Frank de Caluwe Manu de Caluwe                                | Ford Escort II RS 2000  |     |
| 46                 | T 2.5   | 55 | Ford Motor Cy                     | Rudolf Doetsch Hartmut Bauer Rudy Horst                       | Ford Escort II RS 2000  |     |
| 47                 | T 2.5   | 56 | Elvia                             | René Metge Jean-Pierre Jaussaud                               | Triumph Dolomite Sprint |     |
| 48                 | T 2.5   | 57 | Team Triplex with Esso and Motor  | Tony Lanfranchi Rex Greenslade Chuck Nicholson Gerry Marshall | Triumph Dolomite Sprint |     |
| 49                 | T 1.6   | 74 | Abex Pagid Caramba Racing Team    | Oscar Kessler Jean-Louis Hecq Jean-Claude Toby                | Audi 80 GTE             |     |
| 50                 | T 1.6   | 79 | Yoshio Otsubo                     | E. Otsuka Keiji Takeshita Kiyoshi Miyashita Junko Ejiri       | Toyota T40              |     |
| Nicht gestartet    |         |    |                                   |                                                               |                         |     |
| 51                 | T + 2.5 | 32 | Écurie Chardon des Dunes-Dragons  | Michel Delcourt Jean-Paul Rieu Guy Trigaux                    | BMW 3.0 CSi             | 1   |
| 52                 | T 2.5   | 61 | Roland Imbert                     | Roland Imbert J. C. Martinez                                  | Alfa Romeo GTV          | 2   |
| 53                 | T 2.5   | 62 | Jolly Club                        | Michel Lauria Nello Brunetti Vittorio Ciardi                  | Alfa Romeo GTV          | 3   |
| 54                 | T 1.6   | 71 | Belgian VW Club                   | Jean Jamin Jean Degey Pierre Vaillant                         | VW Golf GTI             | 4   |
| Nicht qualifiziert |         |    |                                   |                                                               |                         |     |
| 55                 | T 2.5   | 18 | American Motors Team Highball     | Amos Johnson Les Delano Jeremy Nightingale                    | AMC Spirit              | 5   |
| 56                 | T 2.5   | 31 | Team Willeme                      | Philippe Bervoets Jean-Charles Goris                          | BMW 530i                | 6   |
| 57                 | T 2.5   | 58 | Ecurie Fribourgeoise              | Franco Wipf Philippe Jeanneret Paul Schmid                    | Opel Kadett GT/E        | 7   |
| 58                 | T 2.5   | 60 | Remco Team                        | Erwin van den Broeck Kurt van Maldeghem Helmut Schnock        | BMW 323i                | 8   |
| 59                 | T 1.6   | 70 | Belgian VW Club                   | Dominique Schwarts Jean-Paul Prossnitz Michel Chapel          | VW Golf GTI             | 9   |
| 60                 | T + 2.5 | 10 | Serge Power Racing                | Dany Swyssen Jacques Berger Marc Donner                       | Ford Capri III 3.0S     | 10  |
| 61                 | T + 2.5 | 12 | Allam Motors                      | Richard Jones Jock Robertson Stuart Patterson                 | Ford Capri III 3.0S     | 11  |
| 62                 | T 1.6   | 77 | Richard Mattozza                  | Michel Leclère Richard Mattozza Rene Hernandez                | Alfa Romeo Alfasud      | 12  |
| 63                 | T 1.6   | 78 | Yoshio Otsubo                     | Nobuhide Tachi Kiyoshi Miyashita Junichi Isobe                | Toyota T40              | 13  |

1 nicht gestartet
2 nicht gestartet
3 nicht gestartet
4 nicht gestartet
5 nicht qualifiziert
6 nicht qualifiziert
7 nicht qualifiziert
8 nicht qualifiziert
9 nicht qualifiziert
10 nicht qualifiziert
11 nicht qualifiziert
12 nicht qualifiziert
13 nicht qualifiziert

### Nur in der Meldeliste
Zu diesem Rennen sind keine weiteren Meldungen bekannt.

### Klassensieger
| Klasse  | Fahrer             | Fahrer             | Fahrer            | Fahrzeug               | Platzierung im Gesamtklassement |
| ------- | ------------------ | ------------------ | ----------------- | ---------------------- | ------------------------------- |
| T + 2.5 | Jean-Michel Martin | Philippe Martin    |                   | Ford Capri III 3.0S    | Gesamtsieg                      |
| T 2.5   | Dieter Selzer      | Alain Beauchef     | Karl Mauer        | Ford Escort II RS 2000 | Rang 7                          |
| T 1.6   | Peter Seikel       | Hans-Joachim Nowak | Willi Bergmeister | Audi 80 GTE            | Rang 6                          |

### Renndaten
- Gemeldet: 63
- Gestartet: 50
- Gewertet: 20
- Rennklassen: 3
- Zuschauer: 100000
- Wetter am Renntag: Regenschauer und Nebel
- Streckenlänge: 6,947 km
- Fahrzeit des Siegerteams: 24:06:14,206 Stunden
- Gesamtrunden des Siegerteams: 444
- Gesamtdistanz des Siegerteams: 3084,468 km
- Siegerschnitt: 128,499 km/h
- Pole Position: Patrick Nève – BMW 530i (#28) – 2:48,990 = 147,992 km/h
- Schnellste Rennrunde: Gordon Spice – Ford Capri III 3.0S (#1) – 2:48,800 = 148,159 km/h
- Rennserie: 13. Lauf zur Sportwagen-Weltmeisterschaft 1979